# Cladocora caespitosa
Cladocora caespitosa är en korallart som först beskrevs av Carl von Linné 1758.  Cladocora caespitosa ingår i släktet Cladocora och familjen Caryophylliidae. IUCN kategoriserar arten globalt som otillräckligt studerad. Inga underarter finns listade i Catalogue of Life.

## Bildgalleri

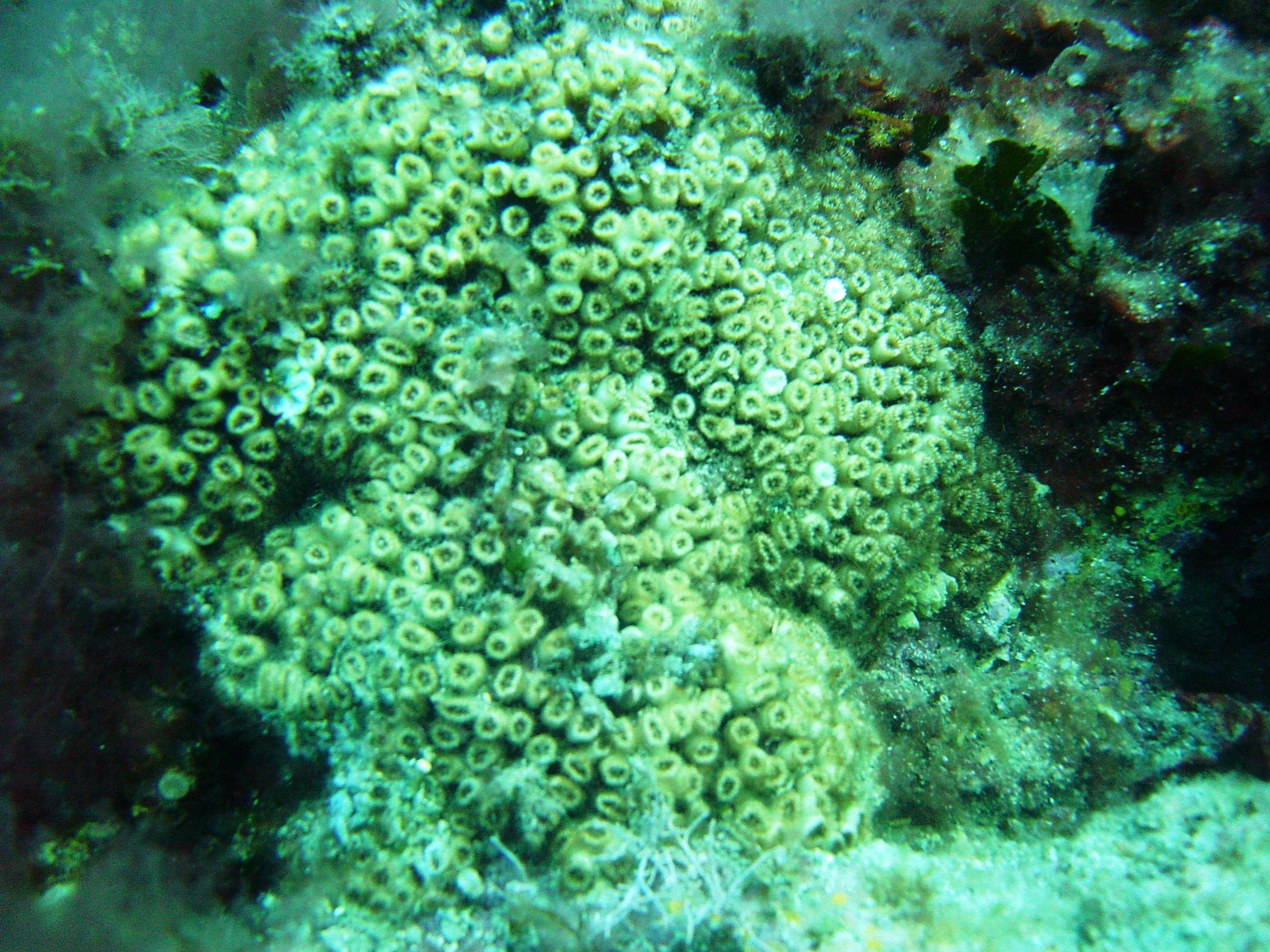
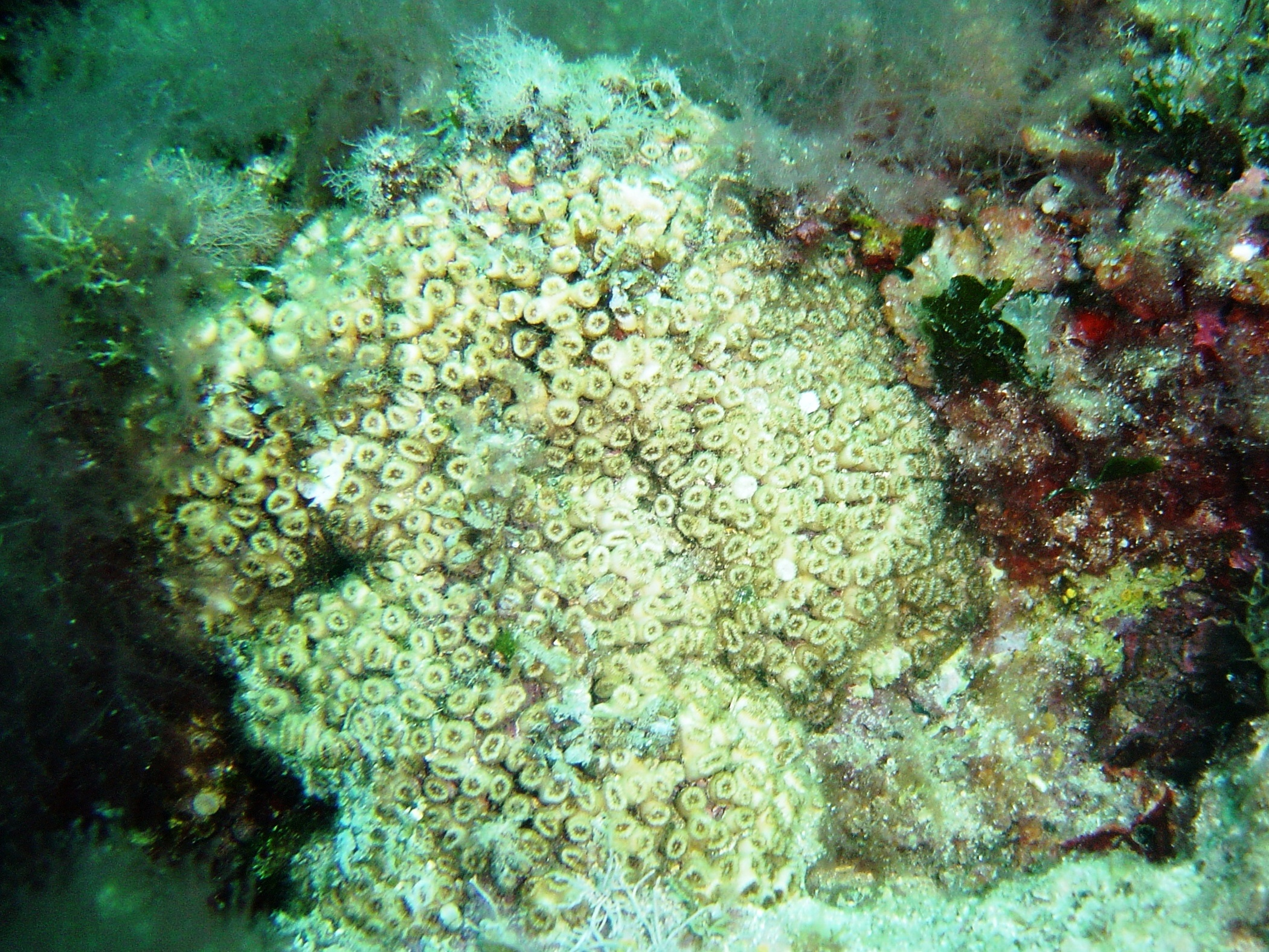
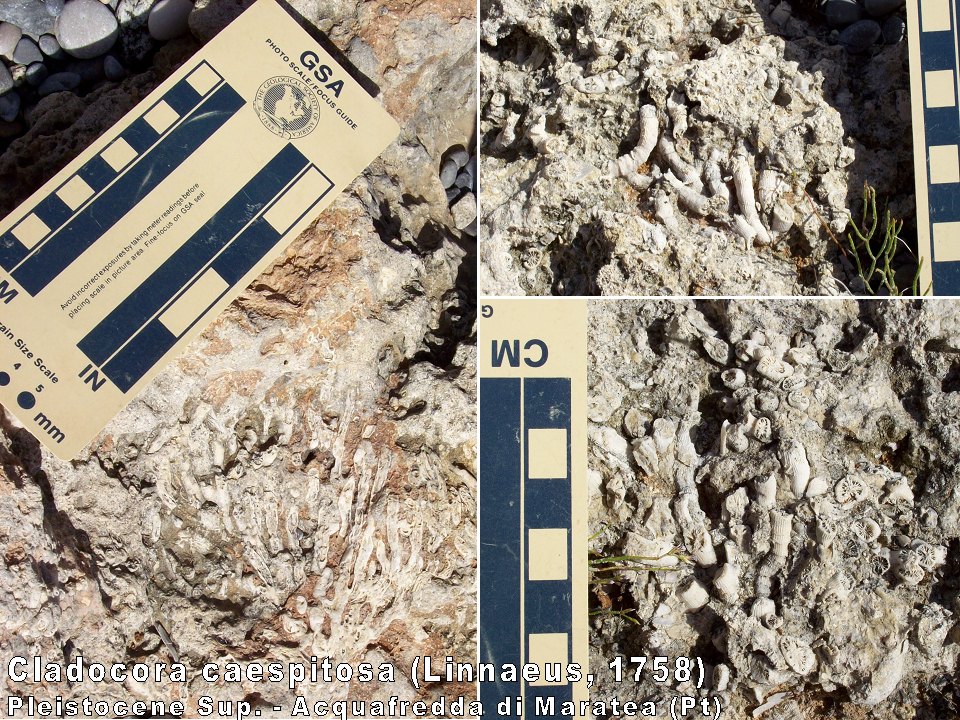
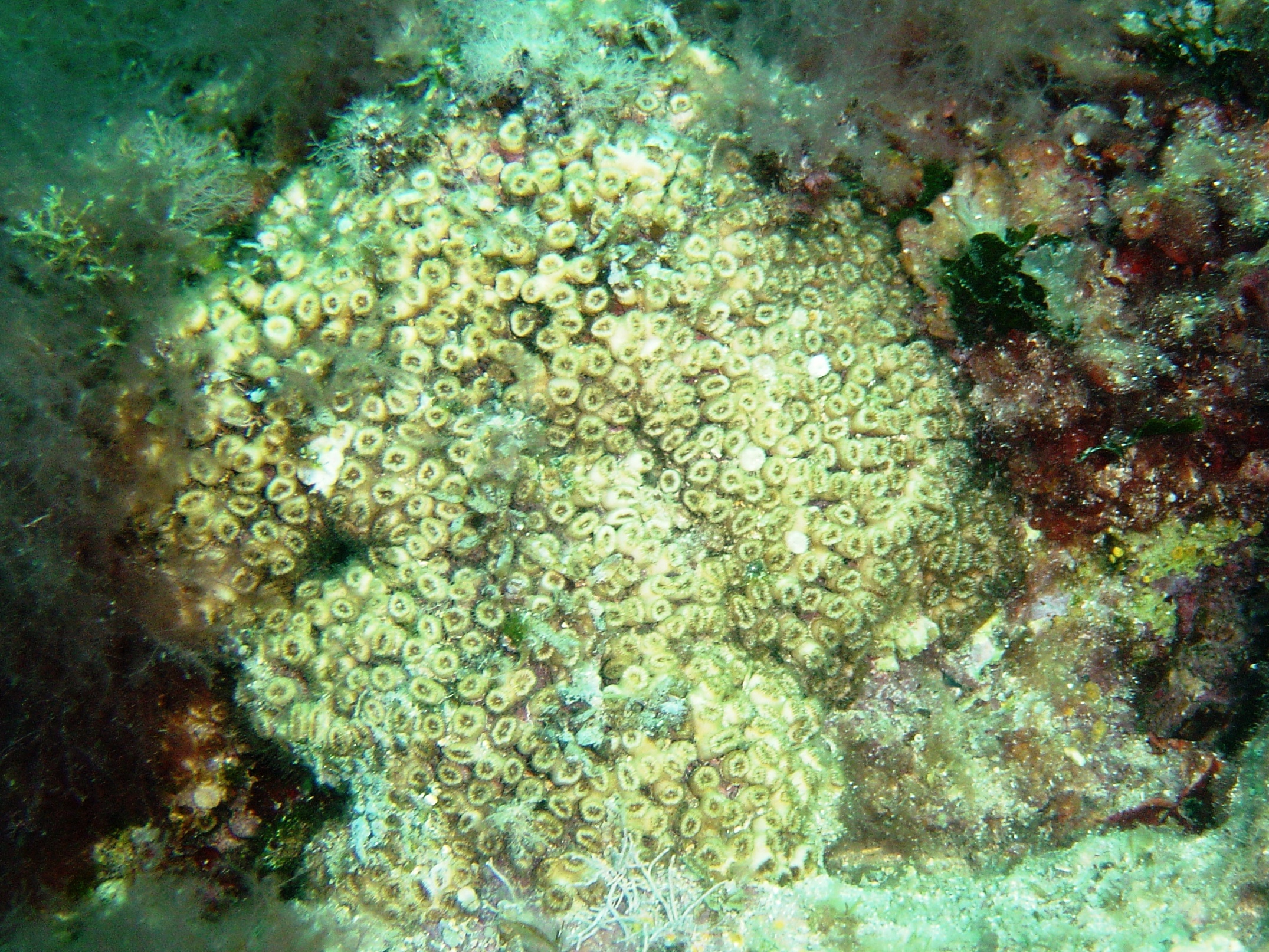
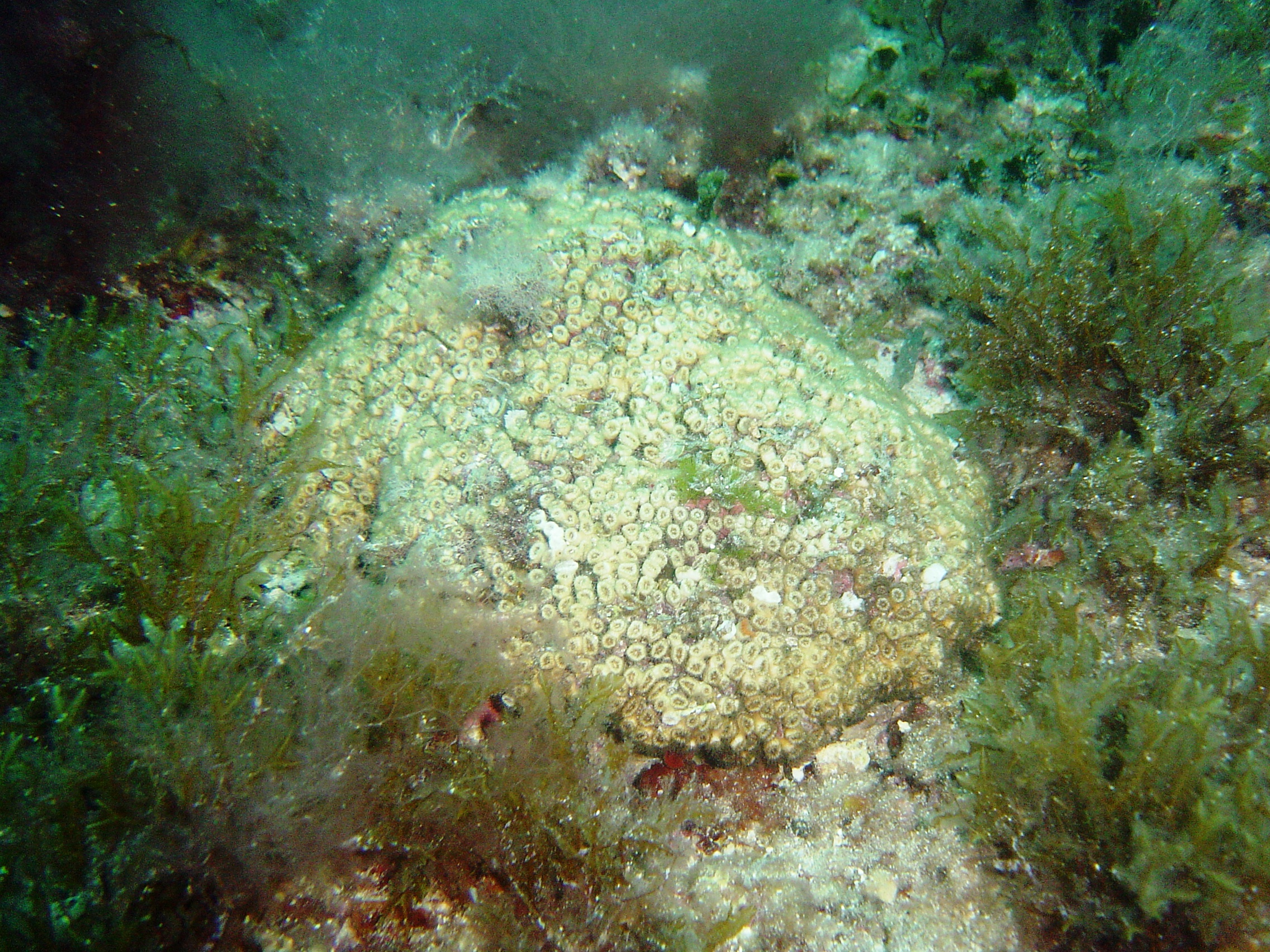
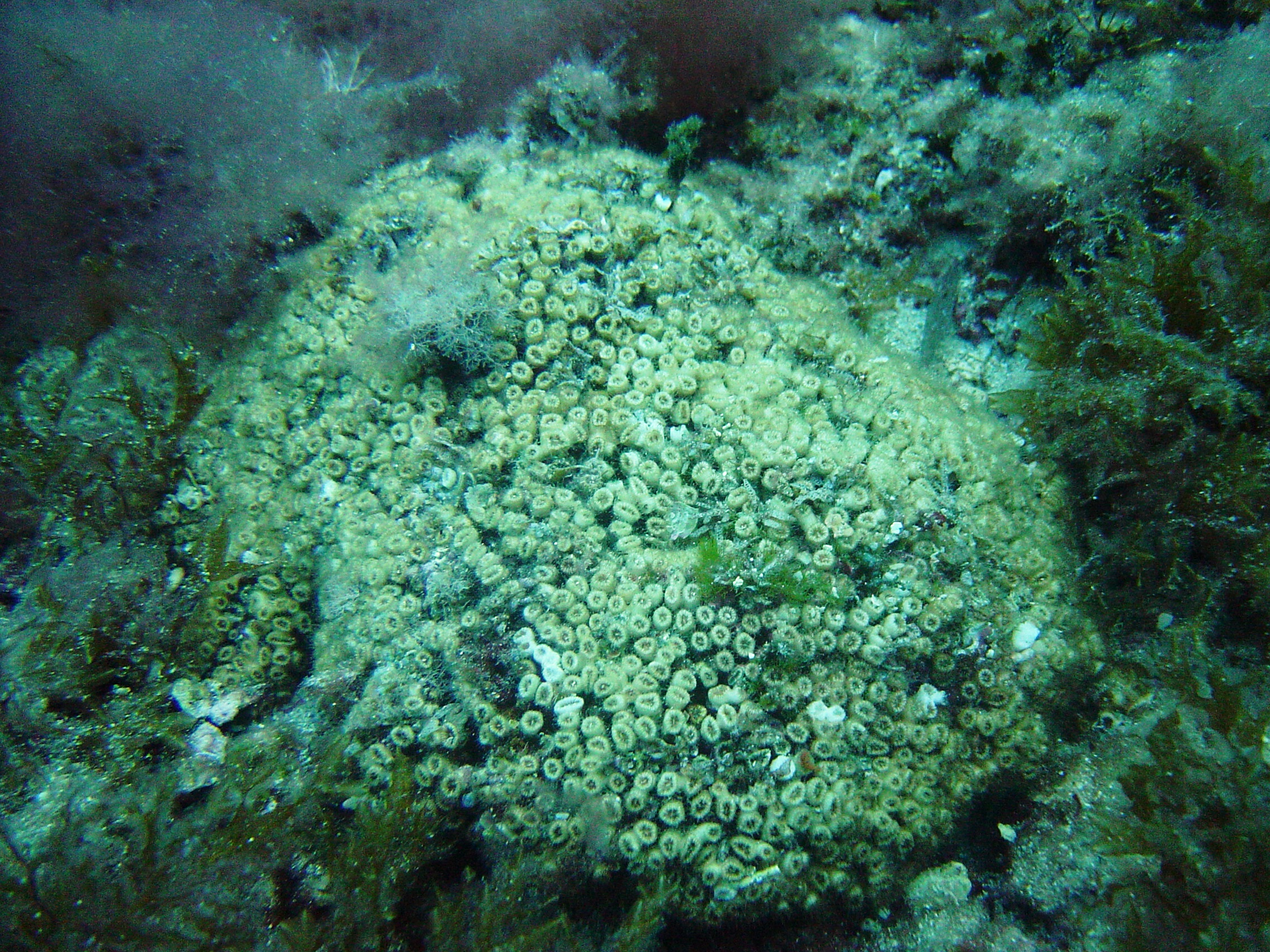